# Zálezlice
Zálezlice är en ort i Tjeckien.   Den ligger i regionen Mellersta Böhmen, i den centrala delen av landet, 24 km norr om huvudstaden Prag. Zálezlice ligger 166 meter över havet och antalet invånare är 350.
Terrängen runt Zálezlice är platt.Runt Zálezlice är det ganska tätbefolkat, med 179 invånare per kvadratkilometer. Närmaste större samhälle är Mělník, 5,4 km nordost om Zálezlice. Trakten runt Zálezlice består till största delen av jordbruksmark.